# 1935
1935 (MCMXXXV) fue un año común comenzado en martes según el calendario gregoriano.

## Acontecimientos
- 1 de enero: en Japón, Mokichi Okada (después llamado Meishu-Sama) creador del johrei (una especie de reiki), funda la secta Sekai kyusei kyo.
- 4 de enero: en Turquía un terremoto de 6,4 deja 5 muertos y 30 heridos.
- 6 de enero: en Perú Comienza la 13.ª edición de Copa América.
- 11 de enero: en Madrid, el autogiro de Juan de la Cierva realiza impresionantes pruebas, alcanzando verticalmente gran altura.
- 13 de enero: el estado de Sarre, en referéndum, decide reincorporarse a Alemania.
- 14 de enero: en Madrid se inaugura el Diario Ya, de tendencia católica.
- 27 de enero: en Lima (Perú), finaliza la Copa América y Uruguay gana por séptima vez la copa.
- 1 de febrero: en Bogotá (Colombia), Gerda Westendorp ingresa a estudiar medicina. Es la primera mujer colombiana que accede a una universidad.
- 6 de febrero: en la URSS, Mijailovich Skriabin Molotov es confirmado jefe del Gobierno por el Congreso de Comisarios.
- 7 de febrero: Malcolm Campbell establece un nuevo récord de velocidad en 445,486 km/h.
- 13 de febrero: en las proximidades de San Francisco (California) el último dirigible de la armada estadounidense cae al mar y perecen 81 tripulantes.
- 14 de febrero: en Barcelona se estrena con gran éxito la película La dolorosa, protagonizada por Rosita Díaz Gimeno y Agustín Godoy.
- 14 de febrero: en las cuevas de Casares y Hoz (cerca de Guadalajara, España) se producen importantes descubrimientos arqueológicos.
- 15 de febrero: en Europa se prórroga el tratado sobre la moratoria de pagos por deudas de guerra tras las negociaciones de representantes bancarios de nueve países.
- 17 de febrero: en Portugal, el general Carmona es reelegido presidente.
- 17 de febrero: en Alemania se instaura la jornada laboral de 8 horas.
- 18 de febrero: Italia comunica el embarque de tropas hacia Somalia.
- 21 de febrero: en España, las reclamaciones por daños causados por la Revolución de Asturias, planificada por la Alianza Obrera, suman ya más de 3000.
- 23 de febrero: en Perú se funda el Instituto Sanmartiniano del Perú, el segundo en el mundo.

- 1 de marzo: en nombre de la Sociedad de Naciones, el barón de Aloisi transfiere oficialmente el territorio del Sarre a Alemania. Comienza la campaña antijudía.
- 1 de marzo: en Grecia, el expresidente del Consejo, Eleftherios Venizelos, realiza un intento de golpe de Estado.
- 3 de marzo: en México se funda la primera universidad privada: la Universidad Autónoma de Guadalajara.
- 21 de marzo: el gobierno iraní emite un comunicado internacional reclamando a las cancillerías que sustituyan la denominación occidental Persia por Irán.
- 22 de marzo: la emisora de televisión «Paul Nipkow» iniciaba su servicio desde el torre de radio de Berlín.

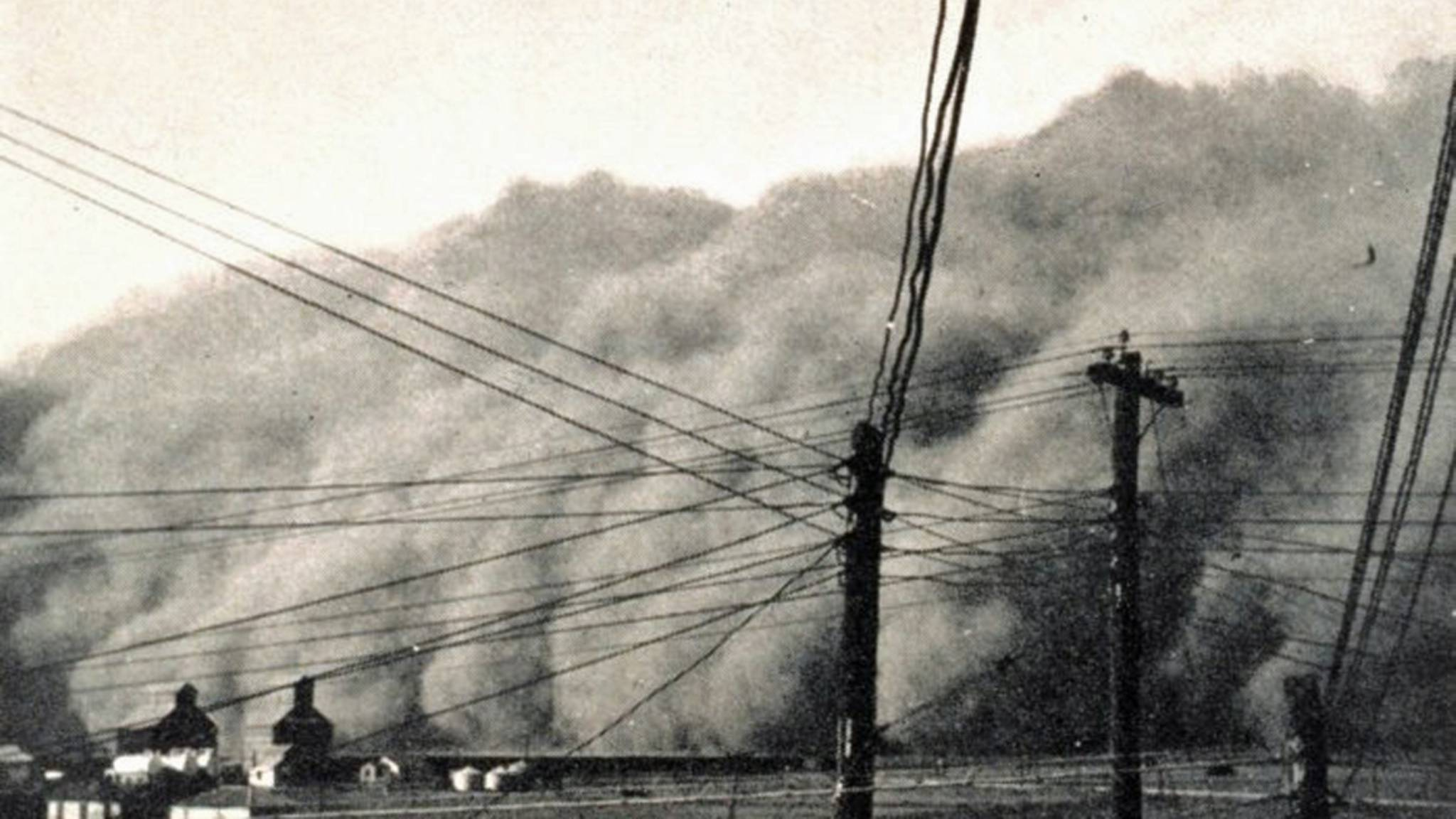
Tormenta de polvo acercándose a Spearman (Texas).

- 1 de abril: en Alemania inician su labor los departamentos de sanidad con secciones especiales para la asistencia hereditaria y racial.
- 2 de abril: el físico británico sir Watson Watt patenta el radar.
- 14 de abril: Dust Bowl: La gran tormenta de polvo, famosa por las baladas de Woody Guthrie llamadas "dust bowl ballads", afecta el este de Nuevo México y Colorado, y el oeste de Oklahoma con más intensidad.
- 15 de abril: en Washington D. C. se firma el Pacto Roerich.
- 21 de abril: en Taiwán un fuerte terremoto de 7,0 se cobra la vida de 3.200 personas y causa numerosos daños.
- 28 de abril: en París (Francia) se abre la sección de la línea 11 del metro de París, entre Châtelet y Porte des Lilas.
- 29 de abril: se celebra la primera Vuelta a España y pasa a ser una de las tres grandes del ciclismo de carretera.
- 29 de abril: en Aznalcóllar en la provincia de Sevilla(España), ocurren los sucesos de Aznalcóllar.

- 1 de mayo: fundación del municipio de Puerto López (Meta).
- 1 de mayo: en Turquía un terremoto de 6,1 deja 540 muertos.
- 2 de mayo: en Argentina se funda el primer organismo de normalización en Latinoamérica, el IRAM.
- 7 de mayo: en la Asociación de Cultura de Viena, Edmund Husserl pronuncia la conferencia La filosofía en la crisis de la humanidad europea.
- 14 de mayo: los filipinos ratifican un acuerdo de independencia.
- 14 de mayo: en Estados Unidos, Carl Magee inventa el parquímetro.
- 17 de mayo: el general Francisco Franco es nombrado jefe de Estado Mayor Central. Un año más tarde traicionará su mando y comenzará la guerra civil española.
- 31 de mayo: en la provincia india de Baluchistán se registra un devastador terremoto de 7,7 que deja entre 30.000 y 60.000 muertos.
- 9 de junio: Acuerdo He-Umezu: el gobierno del Kuomintang en China deja el control militar del noreste de China a las fuerzas japonesas.
- 9 de junio: consagración de la Parroquia de Cristo Rey en Panamá y primera misa de bendición de la Parroquia, iniciando su vida activa de Iglesia católica.
- 10 de junio: en Akron (Ohio) William Griffith y el Dr. Robert Smith fundan Alcohólicos Anónimos.
- 12 de junio: en Buenos Aires (Argentina), representantes del Paraguay y Bolivia firman el Protocolo de Paz que suspende la Guerra del Chaco (1932-1935).
- 18 de junio: Acuerdo Naval Anglo-Germano: el Reino Unido se muestra conforme con una armada alemana que equivalga al 35 % de su propio tonelaje naval.
- 24 de junio: en Medellín (Colombia) el cantante de tangos Carlos Gardel muere en el incendio del avión que lo transportaba.
- 1 de julio: en Montevideo (Uruguay) se funda el Centro de Asistencia del Sindicato Médico del Uruguay (CASMU), una cooperativa de producción sanitaria para proveer servicios de atención médica de calidad a la población mediante el pago de una cuota mensual, un seguro pre-pago.
- 16 de julio: en Costa Rica se funda el Deportivo Saprissa.
- 20 de julio: en el valle Pian San Giácomo, 142 km al sureste (a vuelo de pájaro) de Berna (Suiza), un avión de Royal Dutch Airlines en ruta entre Milán a Frankfurt se estrella contra el paso de San Bernardino, matando a sus 9 pasajeros y 4 tripulantes.
- 27 de julio: en Lima (Perú) se funda el Club Centro Deportivo Municipal.
- 14 de agosto: en los Estados Unidos, el presidente Franklin D. Roosevelt firma la Ley de la Seguridad Social.
- 31 de agosto: en los Estados Unidos, el presidente Roosevelt promulga la primera Neutrality Act (ley de neutralidad), que prohíbe al Gobierno apoyar o censurar a cualquier país que se encuentre en una situación beligerante.

- 2 de septiembre: en los Cayos de Florida (Estados Unidos) se registra el huracán más fuerte documentado en ese país, con vientos de casi 300 km/h; dejando un saldo de 423 muertos (Huracán del Día del Trabajo de 1935).
- 13 de septiembre: Howard Hughes, volando en el Hughes H-1 Racer, establece un récord de velocidad en el aire de 566 km/h.
- 15 de septiembre: entran en vigor las Leyes de Núremberg en Alemania.
- 30 de septiembre: en los Estados Unidos, el presidente Roosevelt inaugura la presa Hoover.

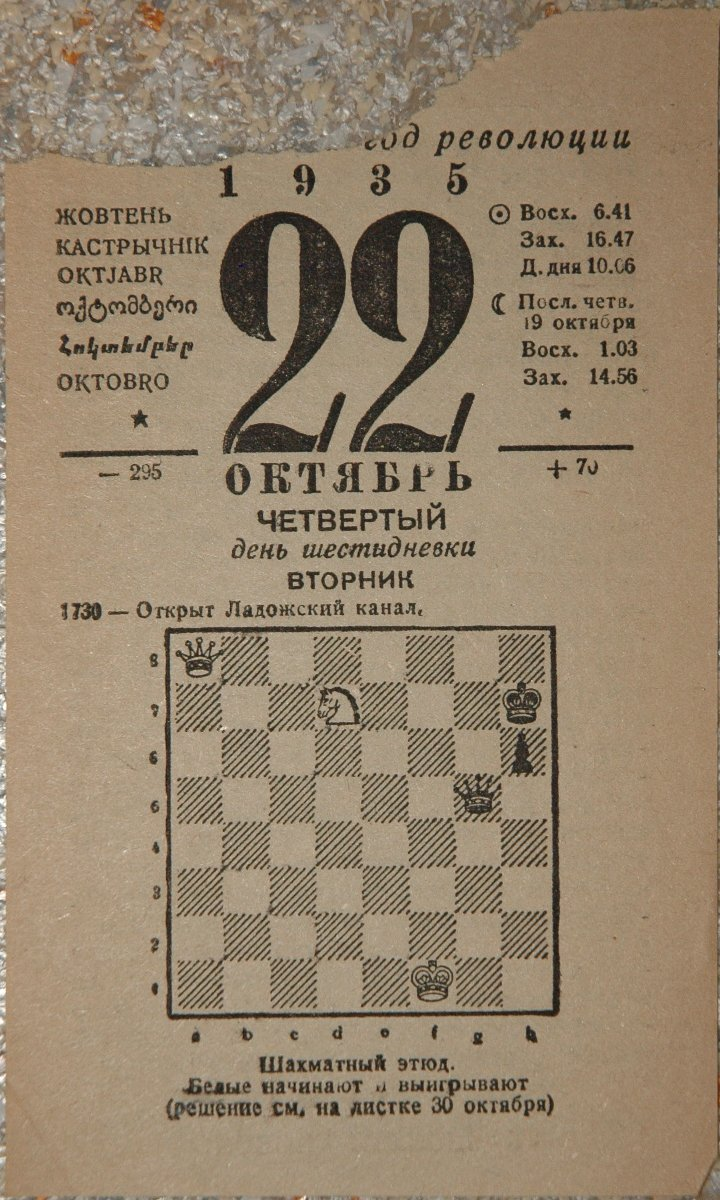
Página del 22 de octubre del calendario revolucionario soviético con semanas de seis días.

- 2-3 de octubre: comienza la segunda guerra ítalo-etíope cuando el general Emilio de Bono de Italia invade Etiopía.
- 10 de octubre: en Langenberg (Alemania), un tornado destruye una torre de radio de 160 metros de altura. Como resultado de esta catástrofe se retiran paulatinamente las torres de radio de madera.
- 12 de octubre: nace el tenor lírico Luciano Pavarotti en Módena, Italia.
- 18 de octubre: en la ciudad de Helena, Montana se registra un terremoto de 6,2 que deja dos fallecidos.

- 1 de noviembre: Un terremoto de 6,1 sacude Quebec, Canadá.
- 5 de noviembre: Parker Brothers lanzan el juego de mesa Monopoly.
- 6 de noviembre: en Nueva York (Estados Unidos) el ingeniero Edwin Armstrong presenta su trabajo Método para reducir interferencias en la señales de radio por medio de un sistema de modulación de frecuencia (ver: Frecuencia modulada).

- 12 de diciembre: en Alemania, el nazi Heinrich Himmler funda el proyecto Lebensborn, un programa de reproducción nazi.
- 17 de diciembre: en Maracay (Venezuela), muere el dictador Juan Vicente Gómez, luego de 27 años en el poder.
- Se hace el primer vuelo del Douglas DC-3, el avión comercial más exitoso de la historia.
- 18 de diciembre: en Londres (Inglaterra), Samuel Hoare dimite como ministro de Asuntos Exteriores; lo reemplaza Anthony Eden.
- 27 de diciembre: Mao Tse-Tung emite el manifiesto Wayaopao, Sobre las tácticas contra el imperialismo japonés, llamando a un frente unido nacional contra la invasión japonesa.
- 28 de diciembre: Pravda publica una carta de Pavel Postyshev, quien revive la tradición del árbol de Año Nuevo en la Unión Soviética.
- En la isla indonesia de Sumatra se registra un terremoto de 7,7 que provoca un pequeño tsunami.

## Nacimientos

### Enero
- 4 de enero: Floyd Patterson, boxeador estadounidense (f. 2006).
- 5 de enero: David Ryall, actor británico (f. 2014).
- 6 de enero: Gerald R. Molen, productor de cine estadounidense.
- 8 de enero: Elvis Presley, cantante y actor estadounidense (f. 1977).
- 13 de enero: Renato Aragão, actor brasileño.
- 14 de enero: Juan de Ribera Berenguer, pintor español (f. 2016).
- 16 de enero: Inger Christensen, poetisa danesa (f. 2009).
- 28 de enero: 
  - David Lodge, escritor británico.(f.2025)
  - Nicholas Pryor, actor estadounidense (f. 2024).
- 31 de enero: 
  - Kenzaburō Ōe, escritor japonés, Premio Nobel de Literatura en 1994 (f. 2023).
  - Tulio Duque Gutiérrez, SDS religioso salvatoriano y obispo católico colombiano.

### Febrero
- 1 de febrero: Lélia González, antropóloga y política brasileña (f. 1994).
- 3 de febrero: Estanislao Zuleta, escritor y pedagogo colombiano (f. 1990).
- 4 de febrero: Julio Ramos, periodista argentino (f. 2006).
- 5 de febrero: Amando Blanquer Ponsoda, músico y compositor español (f. 2005).
- 8 de febrero: Luis María Anson, periodista y escritor español.
- 13 de febrero: Marcelino Oreja Aguirre, político, jurista y diplomático español.
- 15 de febrero: Eken Mine, actor de voz japonés (f. 2002).
- 17 de febrero: 
  - Christina Pickles, actriz británica.
  -  Francisco Xavier López Rodríguez “Chabelo”, actor,cantante,presentador de televisión y comediante mexicano (f. 2023).
- 18 de febrero: Nicolás Castellanos religioso español, premio Príncipe de Asturias de la Concordia.(f.2025)
- 22 de febrero: Hisako Kyōda, seiyū japonesa.

### Marzo
- 2 de marzo: Fabio Camero, actor colombiano de cine, teatro y televisión (f. 2019).
- 3 de marzo: Zheliu Zhelev, presidente búlgaro (f. 2015).
- 7 de marzo: José del Patrocinio Romero Jiménez, pintor y poeta español (f. 2006).
- 10 de marzo: 
  - José Antonio Labordeta, cantautor, escritor y político español (f. 2010).
  - Milorad Milutinović, futbolista y entrenador serbio (f. 2015).
- 11 de marzo: Nancy Kovack, actriz estadounidense de cine clásico.
- 14 de marzo: Mitsuo Ikeda, luchador olímpico japonés (f. 2002).
- 15 de marzo: Judd Hirsch, actor estadounidense.
- 16 de marzo: 
  - Pepe Cáceres, torero colombiano (f. 1987).
  - Peter de Klerk, piloto de automovilismo sudafricano (f. 2015).
  - Juca de Oliveira, actor brasileño.
- 17 de marzo: Valerio Adami, pintor, diseñador y grabador italiano.
- 20 de marzo: Lolita Sevilla, cantante y actriz española (f. 2013)
- 21 de marzo: Brian Clough, entrenador británico de fútbol (f. 2004).
- 24 de marzo: 
  - Mary Berry, presentadora y escritora británica.
  - Peret, cantante, guitarrista y compositor español de etnia gitana (f. 2014).
- 25 de marzo: Johnny Pacheco, compositor y cantante dominicano de Fania All-Stars (f. 2021).
- 26 de marzo: 
  - Mahmud Abás, presidente y político palestino.
  - Luz María Aguilar, actriz mexicana.
- 27 de marzo: Julian Glover, actor británico.
- 28 de marzo: Hubert Hahne, piloto alemán de automovilismo (f. 2019).
- 30 de marzo: Eusebio Ríos, futbolista y entrenador español (f. 2008).

### Abril
- 10 de abril: Álvaro de Luna, actor español (f. 2018).
- 11 de abril: Richard Berry, cantante y compositor estadounidense (f. 1997).
- 13 de abril: Julio Nieto Bernal, periodista y locutor radial colombiano (f. 2008).
- 17 de abril: Rosa Ríos, actriz boliviana y directora de teatro (f. 2018).
- 20 de abril: Mario Camus, director y guionista cinematográfico español. (f. 2021).
- 21 de abril: Charles Grodin, actor estadounidense (f. 2021).
- 22 de abril: Fiorenza Cossotto, mezzosoprano italiana.

### Mayo
- 2 de mayo: Alicia Rodríguez, actriz mexicana nacida en España.
- 4 de mayo: José Sanfilippo, futbolista argentino.
- 8 de mayo: Arturo Álvarez Ramírez, catedrático mexicano (f. 1992)
- 10 de mayo: Humberto Rubin, periodista y locutor paraguayo (f. 2022)
- 12 de mayo: Roque Dalton, poeta y revolucionario salvadoreño (f. 1975).
- 15 de mayo: Akihiro Miwa, cantante, actor, director, compositor y autor japonés.
- 20 de mayo: José Mujica, político y presidente uruguayo de 2010 a 2015.(f 2025)
- 21 de mayo: Hisako Matsubara, novelista japonesa.
- 27 de mayo: Lee Meriwether, actriz estadounidense.
- 31 de mayo: 
  - María Galiana, actriz española.
  - Jim Bolger, primer ministro neozelandés.

### Junio
- 1 de junio: Norman Foster, arquitecto británico.
- 7 de junio: Euler Granda, poeta y psiquiatra ecuatoriano (f. 2018).
- 10 de junio: Vic Elford, piloto de automovilismo británico (f. 2022).
- 13 de junio: 
  - Christo, artista búlgaro (f. 2020).
  - Ugné Karvelis, escritora, crítica literaria, traductora y diplomática lituana (f. 2002).
- 18 de junio: Omar Ostuni, dramaturgo, profesor, actor y director de teatro uruguayo (f. 2012).
- 21 de junio: 
  - Wilfredo Camacho, futbolista y entrenador boliviano.
  - Francisco Torres Oliver, traductor literario español.
- 22 de junio: Zulu Sofola, escritora y dramaturga nigeriana (f. 1995).
- 23 de junio: 
  - Thomas Brandis, violinista alemán (f. 2017)
  - Imre Farkas, deportista húngaro.(f2020)

- - Maurice Ferré, político estadounidense (f. 2019).
- 24 de junio: 
  - Manuel Hermoso, político español.(f 2025)
  - Juan Agüero, futbolista paraguayo (f. 2018).
- 26 de junio: Dwight York, religioso racista y pedófilo afroestadounidense.
- 30 de junio: 
  - Lola Herrera, actriz española.
  - Stanley Norman Cohen, genetista estadounidense.

### Julio
- 1 de julio: 
  - James Cotton, armonicista estadounidense de blues (f. 2017).
  - Josefina Castellví, oceanógrafa, bióloga y escritora española.
- 4 de julio: 
  - Leonid Potapov, político ruso.(f2020)
  - Narciso Ibáñez Serrador, realizador de cine y televisión, director teatral, actor y guionista español (f. 2019).
- 6 de julio: 
  - Tenzin Gyatso, dalái lama tibetano n.º14.
  - Patricio Bañados, periodista, locutor de radio y presentador de televisión chileno (f. 2023).
- 7 de julio: Eulalia Bernard, escritora, poetisa, activista, política, diplomática y educadora costarricense (f. 2021).
- 9 de julio: 
  - Wim Duisenberg, economista y político neerlandés (f. 2005).
  - Isabel Coca Sarli, actriz argentina (f. 2019).
  - Mercedes Sosa, cantante argentina (f. 2009).
- 12 de julio: Satoshi Ōmura, bioquímico japonés
- 18 de julio: Ben Vautier, artista italiano.(f.2024)
- 23 de julio: Jim Hall, piloto de automovilismo estadounidense.
- 29 de julio: 
  - Morella Muñoz, mezzosoprano venezolana (f. 1995).
  - Peter Schreier, tenor alemán (f. 2019).

### Agosto
- 2 de agosto: Betty Brosmer, modelo estadounidense.
- 3 de agosto: Omero Antonutti, actor italiano (f. 2019).
- 4 de agosto: María Eugenia Ríos, actriz mexicana (f. 2024).
- 12 de agosto: John Cazale, actor estadounidense (f. 1978).
- 16 de agosto: Leopoldo Azancot, novelista, crítico literario y periodista español (f. 2015).
- 20 de agosto: Paco Valladares, actor español (f. 2012)
- 22 de agosto: Annie Proulx, escritora estadounidense.
- 29 de agosto: 
  - Pepeto López, actor y humorista, venezolano.(f2018)
  - William Friedkin, cineasta estadounidense.(f.2023)
- 30 de agosto: Gerhard Mitter, piloto de automovilismo alemán (f. 1969).

### Septiembre
- 1 de septiembre: Seiji Ozawa, director de orquesta y músico japonés.(f 2024)
- 2 de septiembre: Horacio Molina, cantautor y tanguero argentino (f. 2018).
- 12 de septiembre: Rafael Anson, empresario, periodista, psicólogo y político español.
- 16 de septiembre: Jaime Eyzaguirre Philippi, científico chileno.
- 19 de septiembre: Encarna Sánchez, periodista española (f. 1996).
- 27 de septiembre: 
  - Joyce Johnson, escritora estadounidense.
  - Sergio Ramos Gutiérrez, actor mexicano (f. 2004).
  - José María Vilches, actor español (f. 1984).
- 29 de septiembre: Jerry Lee Lewis, cantante estadounidense de rock and roll.(f.2022)

### Octubre
- 1 de octubre: 
  - Julie Andrews, actriz británica.
  - Julio Jaramillo, cantante ecuatoriano (f. 1978).
- 5 de octubre: Tarcísio Meira, actor brasileño (f. 2021).
- 12 de octubre: Luciano Pavarotti, tenor italiano (f. 2007).
- 20 de octubre: Jerry Orbach, actor estadounidense (f. 2004).
- 28 de octubre: Luis Bayardo, actor mexicano.

### Noviembre
- 1 de noviembre: Gary Player, golfista sudafricano.
- 4 de noviembre: Elgar Howarth, director de orquesta y compositor británico.,(,f.2025)
- 7 de noviembre: 
  - Billy Green Bush, actor estadounidense.
  - Judy Parfitt, actriz británica.
- 13 de noviembre: Tom Atkins, actor estadounidense.
- 15 de noviembre: Kaneta Kimotsuki, seiyū japonés (f. 2016).
- 16 de noviembre: Sara Joffré, actriz, autora, directora teatral y editora peruana (f. 2014).
- 18 de noviembre: Patricio Castillo, actor y comediante chileno (f. 2021).
- 22 de noviembre: Esperanza Roy, actriz y vedette española.
- 24 de noviembre: Manlio Argueta, poeta y novelista salvadoreño.
- 25 de noviembre: José Esteban Lasala, director y guionista español (f. 2007).
- 28 de noviembre: Jorge Lafforgue, escritor, crítico literario, profesor universitario y editor argentino.(f2022)
- 29 de noviembre: Diane Ladd, actriz estadounidense.
- 30 de noviembre: Woody Allen, actor, cineasta, guionista y músico estadounidense.

### Diciembre
- 1 de diciembre: Viktor Briujánov, arquitecto ucraniano (f. 2021)
- 7 de diciembre: 
  - Ellen Burstyn, actriz estadounidense.
  - Armando Manzanero, cantautor y músico mexicano (f. 2020).
- 13 de diciembre: Adélia Prado, poetisa portuguesa.
- 14 de diciembre: Lee Remick, actriz estadounidense (f. 1991).
- 19 de diciembre: Luis Landriscina, humorista y cuentista argentino.
- 20 de diciembre: Valerio Lazarov, realizador y productor de televisión rumano (f. 2009).
- 21 de diciembre: Lorenzo Bandini, piloto italiano de Fórmula 1 (f. 1967).
- 26 de diciembre: Moises Solana Arciniega, piloto de automovilismo mexicano (f. 1969).
- 29 de diciembre: Patricio Castillo: actor mexicano.(f2021)
- 30 de diciembre: 
  - Omar Bongo, presidente gabonés (f. 2009).
  - Sandy Koufax, beisbolista estadounidense.
- 31 de diciembre: 
  - Salmán bin Abdulaziz, rey saudí
  - Fernando Corredor, actor colombiano (f. 2016).

### Fechas desconocidas
- Guillermo Zarba, pianista, compositor y arreglador argentino (f. 2021)
- Dolores Cabezudo,investigadora científica española en el campo de la química, catedrática de Tecnología de los Alimentos de la UCLM.

## Fallecimientos

### Enero
- 22 de enero: Zequinha de Abreu, compositor brasileño (n. 1880).

### Febrero
- 21 de febrero: Luis Pardo Villalón, marino chileno (n. 1882).

### Marzo
- 2 de marzo: Fabio Camero, actor colombiano (f. 2019).
- 8 de marzo: Hachiko, famoso perro japonés que esperó durante casi diez años en una estación de trenes a su dueño muerto (n. 1923).
- 16 de marzo: John James Richard Macleod, médico británico, premio nobel de medicina en 1923 (n. 1876).

### Abril
- 5 de abril: Juan Picasso González, militar español (n. 1857).

### Mayo
- 11 o 12 de mayo: Juan Antonio Morán, anarquista expropiador argentino, ejecutado.
- 14 de mayo: Magnus Hirschfeld, médico alemán (n. 1868).
- 15 de mayo: Kasimir Malevich, pintor ruso (n. 1878).
- 19 de mayo: Thomas Edward Lawrence (Lawrence de Arabia), militar, arqueólogo y escritor británico (n. 1888).
- 21 de mayo: Jane Addams, socióloga estadounidense, premio nobel de la paz en 1931 (n. 1860).
- 29 de mayo: Josef Suk, compositor checo (n. 1874).
- 31 de mayo:José Jackson Veyan, dramaturgo, escritor, telegrafista (n. 1852).

### Junio
- 24 de junio: Carlos Gardel, cantante de tangos argentino de origen francés o uruguayo (n. 1887 o 1890).

### Julio
- 3 de julio: André Citroën, ingeniero y empresario automovilístico francés (n. 1878).
- 12 de julio: Alfred Dreyfus, militar francés (n. 1859).
- 17 de julio: Nie Er (23), compositor chino (n. 1912)

### Agosto
- 12 de agosto: Gareth Jones, periodista galés, asesinado en China supuestamente por dar a conocer el holodomor (n. 1905).

### Septiembre
- 19 de septiembre: Konstantín Tsiolkovski, físico soviético conocido como el padre de la cosmonáutica (n. 1857).

### Octubre
- 4 de octubre: Jean Béraud, pintor impresionista francés (n. 1849).
- 20 de octubre: Arthur Henderson, político y sindicalista británico, premio nobel de la paz en 1934 (n. 1863).

### Noviembre
- 16 de noviembre: Artemio Zeno (51), médico y cirujano argentino (n. 1884).
- 30 de noviembre: Fernando Pessoa, poeta portugués (n. 1888).

### Diciembre
- 4 de diciembre: Pascual Nadal Oltra, artista y misionero franciscano español (n. 1884).
- 4 de diciembre: Charles Robert Richet, médico francés, premio nobel de medicina en 1913 (n. 1850).
- 13 de diciembre: Victor Grignard, químico francés, premio nobel de química en 1912 (n. 1871).
- 17 de diciembre: Juan Vicente Gómez, militar, dictador y presidente venezolano (n. 1857).
- 21 de diciembre: Eustoquio Gómez, político y militar venezolano (n. 1868).
- 28 de diciembre: Clarence Day, escritor estadounidense (n. 1874).

- Maurice Pignet, médico, químico y cirujano francés (n. 1871).

## Música
- Meade Lux Lewis registra la segunda versión de Honky tonk train blues, una de las grabaciones emblemáticas del boogie-woogie.

## Arte y literatura
- 1 de febrero: en el Teatro María Guerrero, Francisco Villaespesa estrena su poema El sol de Ayacucho.
- 20 de diciembre: Enrique Jardiel Poncela estrena Las cinco advertencias de Satanás.
- Luis Cernuda: Donde habite el olvido.
- Juan Ramón Jiménez: Canción.
- Jorge Luis Borges: Historia universal de la infamia.
- Agatha Christie: Muerte en las nubes.
- John Steinbeck: Tortilla Flat.
- T. S. Eliot: Asesinato en la catedral.
- Federico García Lorca: Doña Rosita la soltera.

## Cine
- Ana Karenina (Ana Karenina), de Clarence Brown.
- Annie Oakley (Annie Oakley), de George Stevens.
- Árbol genealógico (His family tree), de Charles Vidor.
- Canción de amor (I dream too much), de John Cromwell.
- El capitán Blood (Captain Blood), de Michael Curtiz.
- El cuervo (The raven), de Lew Landers.
- El delator (The informer), de John Ford.
- El diablo era mujer (The devil is a woman), de Josef Von Sternberg.
- El fantasma va al Oeste (The ghost goes west), de René Clair.
- Janitzio de Carlos Navarro (cineasta) (México). Cinta que marcaría el estilo del protagonista de la película y futuro cineasta Emilio Fernández que haría dos versiones de Janitzio como director a pesar de negarlo en ambos casos: María Candelaria y Maclovia.
- La ciudad sin ley (Barbary Coast), de Howard Hawks.
- Sylvia Scarlett (Sylvia Scarlett), de George Cukor.
- La hija de Juan Simón (La hija de Juan Simón), de Luis Buñuel.
- La kermesse heroica  (La kermesse héroïque) , de Jacques Feyder.
- La novia de Frankenstein (The bride of Frankenstein), de James Whale.
- Liliom (Liliom), de Fritz Lang.
- The 39 Steps, de Alfred Hitchcock.
- Mutiny on the Bounty (Mutiny on the Bounty), de Frank Lloyd.
- Sombrero de copa (Top hat), de Mark Sandrich (con Fred Astaire y Ginger Rogers).
- Sueños de juventud (Alice Adams), de George Stevens.
- Una noche en la ópera (A night at the opera), de Sam Wood (con los hermanos Marx).
- Vámonos con Pancho Villa de Fernando de Fuentes (México). En 1994, la revista Somos publicó una encuesta a 25 críticos y especialistas del cine mexicano, que consideraron a Vámonos con Pancho Villa la mejor película mexicana de todos los tiempos.

## Ciencia y tecnología
La física y química francesa Irène Joliot-Curie es galardonada con el premio Nobel de Química.

## Deportes
- Baloncesto: se disputa en Ginebra (Suiza) el primer campeonato de Europa de selecciones de baloncesto. Letonia se proclama campeona, por delante de España, segunda, y Checoslovaquia, tercera.
- Ciclismo: se disputa la primera Vuelta ciclista a España.
- Fútbol: el Real Betis Balompié gana su primer y hasta ahora único título de liga española, superando apenas por un punto al Real Madrid.
- En Buenos Aires, Boca Juniors gana su tercer título oficial del campeonato de la Primera División de Argentina, superando en la última fecha a Independiente de Avellaneda.
- 16 de julio: se funda en San José (Costa Rica) el Deportivo Saprissa.
- Automovilismo: los pilotos franceses Lahaye y Quatresous ganan el Rally de Monte Carlo, con Renault.

## Premios Nobel
- Física: James Chadwick.[1]
- Química: Frédéric Joliot e Irène Joliot-Curie.[1]
- Medicina: Hans Spemann.[1]
- Literatura: un tercio destinado al fondo principal y dos tercios al fondo especial de esta sección del premio.[1]
- Paz: Carl von Ossietzky.[1]